# Lex Humphries
Lex Humphries (22. srpna 1936 – 11. července 1994) byl americký jazzový bubeník. V roce 1960 nahradil Davea Baileyho v kapele The Jazztet, ale hned po vydání prvního alba jej nahradil Albert Heath. Později hrál ve freejazzovém souboru Sun Ra Arkestra, se kterým se objevil i ve filmu Space Is the Place z roku 1974. Spolupracoval i s dalšími hudebníky, mezi které patří Yusef Lateef, Dizzy Gillespie, John Coltrane, Sonny Stitt nebo Donald Byrd.